# Heinrich von Eberhardt
Pour les articles homonymes, voir Eberhardt.
Friedrich Wilhelm Magnus Karl Heinrich von Eberhardt (né le 6 mai 1821 à Potsdam et mort le 10 avril 1899 à Weimar) est un général de division prussien et commandant de la 38e brigade d'infanterie.

## Biographie

### Origine
Heinrich est le fils du lieutenant-général prussien Wilhelm von Eberhardt (de) (1791-1867) et de son épouse Henriette, née Plümicke (1792-1880).

### Carrière militaire
Eberhardt étudie aux maisons des cadets de Culm et de Berlin. Il rejoint ensuite le régiment d'infanterie de réserve de la Garde de l'armée prussienne en tant que sous-officier le 12 août 1838, est promu sous-lieutenant à la mi-février 1840 et est mis en service à la fin du mois de septembre 1840. D'avril à septembre 1846, il est à l'usine de fusils de Potsdam et de mi-octobre 1848 à fin décembre 1852 comme adjudant et comptable du 2e bataillon du 3e régiment de Landwehr de la Garde. Entre-temps, Eberhardt est promu premier lieutenant fin juin 1852. Le 1er août 1856, il rejoint le 2e bataillon du 1er régiment de Landwehr de la Garde et est promu capitaine à la mi-juin 1856. Il est devient d'abord le 1er juin 1858 commandant de compagnie au 1er bataillon du 1er régiment de Landwehr de la Garde et le 11 juin 1858, commandant de compagnie du régiment de fusiliers de la Garde. Lors de la mobilisation à l'occasion de la guerre de Sardaigne en 1859, Eberhardt est commandant de compagnie dans le 2e bataillon du 2e régiment de Landwehr de la Garde. Le 20 septembre 1863, il est promu major et le 18 avril 1865, il est nommé commandant du 1er bataillon du 58e régiment d'infanterie (pl). À ce poste, Eberhardt participe aux batailles de Nachod, Schweinschädel, Gradlitz et Sadowa en 1866 pendant la guerre contre l'Autriche. Lors de la bataille de Skalitz, il est blessé au pied par des éclats d'obus.
Après la guerre, Eberhardt reçoit le commandement du bataillon de fusiliers de son régiment le 13 décembre 1866 et est promu lieutenant-colonel le 31 décembre 1866 avec un brevet daté du 30 octobre 1866. Il est nommé commandant de Cosel (de) le 10 mars 1870, avec un poste à la suite dans son régiment.
Lors de la mobilisation pour la guerre contre la France, Eberhardt est promu colonel le 26 juillet 1870 et reçoit le commandement du 46e régiment d'infanterie. Il dirige cette unité à Sedan, au Mont Valérien, devant Paris et au Petit Bicêtre (de). Lors de la bataille de Malmaison, il est blessé au cou par un éclat d'obus.
Le 20 mars 1871, il est nommé commandant du régiment pour les relations en temps de paix et reçoit la croix de fer de première classe le 13 avril 1871. Le 14 février 1874, Eberhardt est nommé commandant de la 38e brigade d'infanterie à Hanovre et promu général de division le 2 mai 1874. Récompensé de l'ordre de l'Aigle rouge de 2e classe avec feuilles de chêne et épées sur l'anneau, il est mis à la retraite le 18 mai 1875. Le 1er septembre 1895, à l'occasion de 25e anniversaire de la bataille de Sedan, l'empereur Guillaume II lui décerne l'Ordre de la Couronne de 2e classe avec étoile.

### Famille
Eberhardt se marie Klara Henriette von Reuß (1829-1911) le 7 août 1854 à Erfurt. Le couple a plusieurs enfants :
- Magnus (1855-1939), général d'infanterie prussien marié avec Clara von Kalitsch (de) (1853-1918)[7]
- Gaspard (1858-1928), lieutenant général prussien marié en 1884 avec Gertrud Hecker (1864-1934), fille du propriétaire de l'usine Paul Hecker de Straßfurt
- Klara (née en 1860) mariée avec Eugen Marshal von Sulicki (1854-1925), lieutenant général
- Walter (1862-1944), lieutenant général prussien